# Андреев конак
Андреевият конак (на македонска литературна норма: Андреев конак) е стара жилищна сграда в град Гевгели, Северна Македония, обявена за част от Културното наследство на Северна Македония.

## Местоположение
Сградата е разположена в центъра на града, на улица „Димитър Влахов“ № 6, южно от Сградата на община Гевгели и срещу Канговия конак.

## История
Андреевият конак е построен в началото на XX век. В 2017 година започва проект по обновяване на фасадата му.